# Єгер (річка)
Єгер — ліва притока річки Батар в Румунії та Україні. Впадає в Батар поблизу Неветленфолу, Виноградівський район.